# Igreja Reformada Independente da Coreia
A Igreja Reformada Independente da Coreia - em coreano 한국독립개혁교회 - é uma denominação reformada presbiteriana, formada na Coreia do Sul em 1964, por grupo dissidente da Igreja Presbiteriana na Coreia (HapDong), devido a disputas quanto ao Ecumenismo e independência econômica das igrejas coreanas em relação as missões estrangeiras. 

## História
Na década de 1960, a Igreja Presbiteriana na Coreia enfrentou conflitos, que levaram a diversas divisões. A Igreja Presbiteriana na Coreia (HapDong) foi organizada em 1959, separada da Igreja Presbiteriana da Coreia (TongHap), que tornou-se o corpo principal da antiga denominação.
Assim, conflitos relacionados a independência financeira das igrejas coreanas levou a uma nova separação. Em 1965, foi fundada a Igreja Reformada Independente da Coreia - em coreano 한국독립개혁교회 - pelo Rev. Hong Chung Kim, inicialmente com apenas uma igreja.
Entre 1965 e 2009, a denominação funcionou sobre o sistema de governo episcopal. Seu pastor fundador exerceu a liderança episcpal até seu falecimento em 2003. e cresceu para 4 igrejas. Em agosto deste ano, mudou seu sistema de governo para o Presbiterianismo.
Em 2009, era formada por 620 membros. As estatísticas de 2012 relataram 470 membros.
Em janeiro de 2022, a denominação relatou ser formada por 4 igrejas e 208 membros.

## Relações intereclesiásticas
A denominação é membro da Conferência Internacional das Igrejas Reformadas e desde 2006 tem relacionamento com as Igrejas Reformadas Liberadas. A nível nacional, se relaciona com outra denominação chamada Igreja Presbiteriana Reformada Independente da Coreia.

## Doutrina
A denominação adota o Credo dos Apóstolos, Credo Niceno, a Declaração de Calcedônia, o Credo de Atanásio, a Confissão de Fé de Westminster, Breve Catecismo de Westminster, Catecismo de Heidelberg e os Cânones de Dort.